# Ranville
Ranville ist eine französische Gemeinde mit 2.055 Einwohnern (Stand: 1. Januar 2022) im Département Calvados in der Region Normandie. Sie ist dem Kanton Cabourg und dem Arrondissement Lisieux zugeteilt.

## Geografie

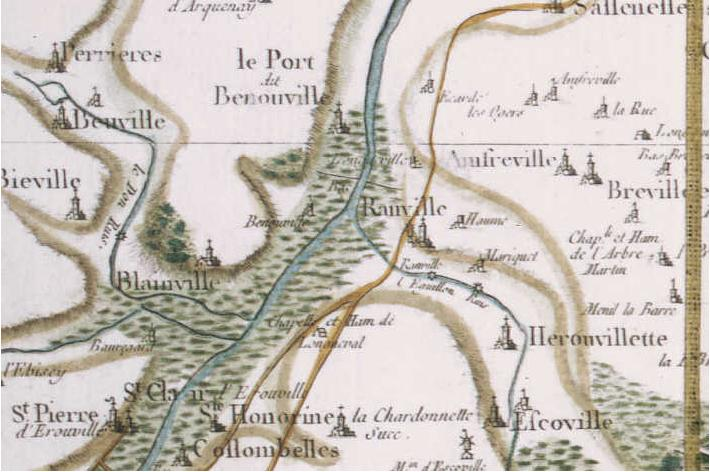
Ranville Mitte 18. Jahrhundert

Die nordfranzösische Gemeinde mit 2055 Einwohnern (Stand 1. Januar 2022) liegt am rechten Ufer der Orne. Unmittelbar westlich des Flusses verläuft parallel zur Orne der rund 15 Kilometer lange Canal de Caen à la Mer, der die normannische Hauptstadt Caen mit dem Hafen von Ouistreham am Ärmelkanal verbindet. Ranville liegt – strategisch günstig – auf halbem Weg dieses Kanals.
Reisende nach Westen müssen zwischen Ranville und der Nachbargemeinde Bénouville zwei Brücken überqueren: die erste führt über die Orne und die zweite über den Kanal.

## Geschichte
Im November 2000 wurde am Zusammenfluss von Orne und Aiguillon eine archäologische Fundstelle aus dem Altpaläolithikum entdeckt. In den zwei folgenden Jahren wurden Ausgrabungen durchgeführt, bei denen Überreste von Tieren und Steingeräte gefunden wurden, die etwa auf das Jahr 230.000 v. Chr. datiert werden.
Zur gallo-römischen Zeit führte eine Römerstraße, welche die Orte Pont-Audemer und Bayeux verband durch Ranville. Die Reisenden mussten in Ranville eine Barke mieten, um in Bénouville den Weg fortzusetzen. Erst im 19. Jahrhundert wurde der Fährbetrieb durch eine Drehbrücke abgelöst.
Im Mittelalter bildete sich vor Ort ein Lehen heraus. Es gehörte einem Lehnsherrn germanischer Herkunft. Sein Name Rando komplettiert durch die lateinische Ortsnamensendung -villa (‚Landgut‘) ergab den Ortsnamen Ranville (‚Landgut des Rando‘). Die Bevölkerung lebte vorwiegend von der Landwirtschaft und der Binnenfischerei, aber bereits im 11. Jahrhundert, als die Normannen England überrannten, wurde Kalkstein, der begehrte Pierre de Caen, abgebaut. Dieser wurde in großen Mengen auf der Orne nach England verschifft. Auch Flusssand wurde gewonnen. Die Fischerei und der Abbau von Sand kamen mit der Eröffnung des Kanals aber zum Erliegen.

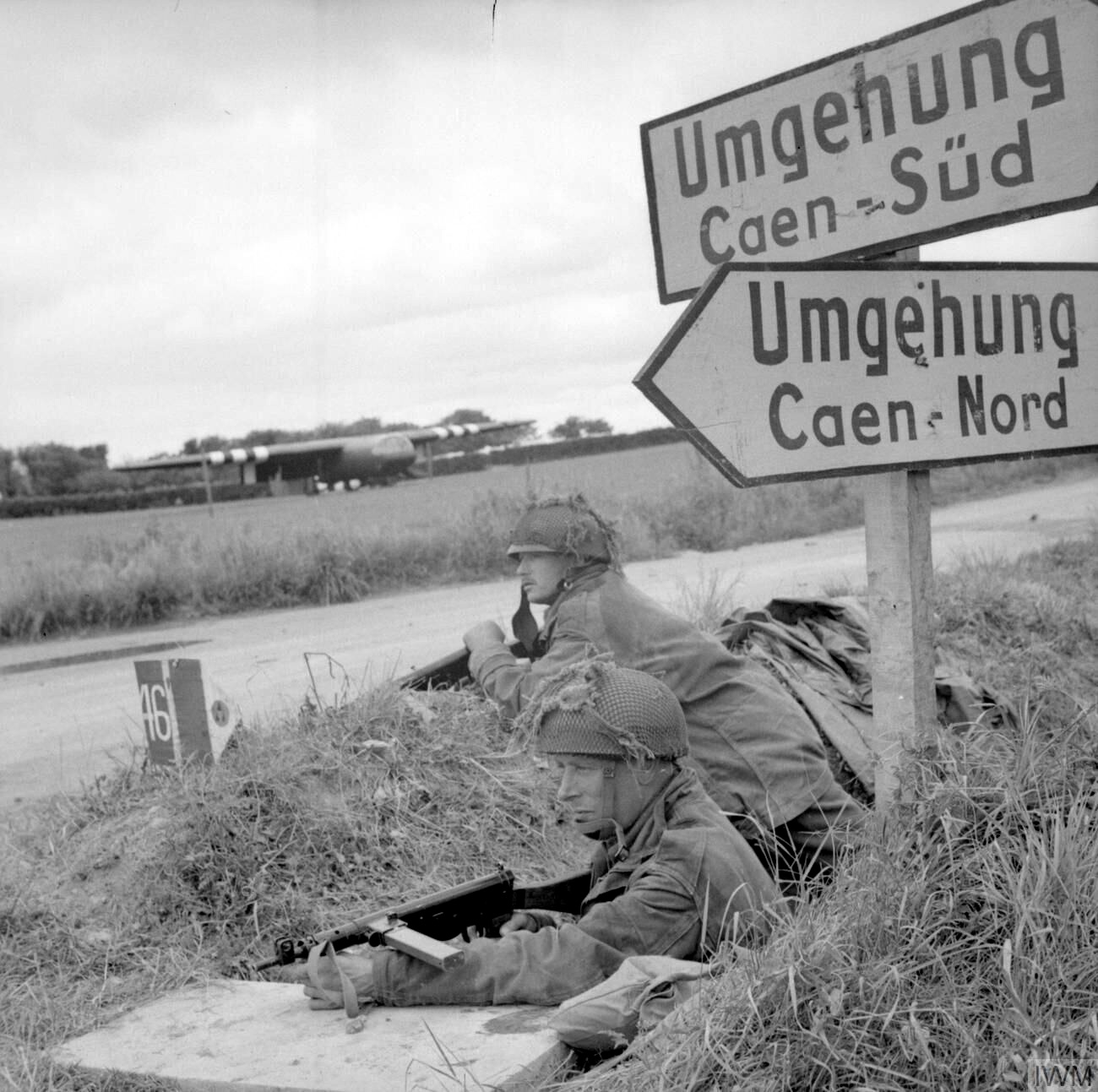
Britische Soldaten bewachen am 7. Juni 1944 eine Kreuzung bei Ranville

Im 19. und 20. Jahrhundert erlebte die Landwirtschaft mit der Trockenlegung der Sümpfe einen Aufschwung. Das Gemeindegebiet war auf folgende Weiler aufgeteilt: Le Bourg Neuf, Le Bas de Ranville, Le Hom, Le Moulin, Le Mariquet, Longueville und Longueval. Am 23. August 1857 wurde der Canal de Caen à la mer vom Kaiser Napoleon III. feierlich eingeweiht.
Im Jahre 1934 wurde über dem Kanal eine neue Brücke gebaut. Diese Brücke, die eigentlich Pont de Bénouville hieß, war 1944 während der Invasion der Normandie im Zuge der Operation Tonga stark umkämpft und wurde in der Folge unter dem Namen Pegasusbrücke überregional bekannt. 1944 scheiterte durch ein Versehen ein Versuch deutscher Kampfschwimmer, die Brücke zu sprengen: sie sprengten eine Nachbarbrücke.
1994 wurde die Brücke durch ein größeres Duplikat ersetzt, wobei das Original in den Außenbereich eines Museums verfrachtet wurde. Ranville war dann auch eines der ersten Dörfer in Frankreich, die nach der Landung der alliierten Streitkräfte in der Normandie am 6. Juni 1944 von der deutschen Besetzung befreit wurden. Verantwortlich dafür war das 13. Fallschirmjägerbataillon der Britischen Armee, welches von Oberstleutnant Peter Luard befehligt wurde. Das ehemalige Herrenhaus Château du Heaume diente anschließend als Hauptquartier der britischen 6. Luftlandedivision.

### Bevölkerungsentwicklung
Die Bevölkerungszahl hat in der zweiten Hälfte des 20. Jahrhunderts stark zugenommen.
| Jahr      | 1962 | 1968 | 1975 | 1982 | 1990 | 1999 | 2009 | 2019 |
| --------- | ---- | ---- | ---- | ---- | ---- | ---- | ---- | ---- |
| Einwohner | 883  | 1005 | 1519 | 1690 | 1896 | 1668 | 1668 | 1909 |

## Wirtschaft
In Ranville betreibt die Ciments Français, eine Tochtergesellschaft der italienischen Italcementi, eine Zementfabrik.

## Sehenswürdigkeiten

### Schloss Guernon-Ranville

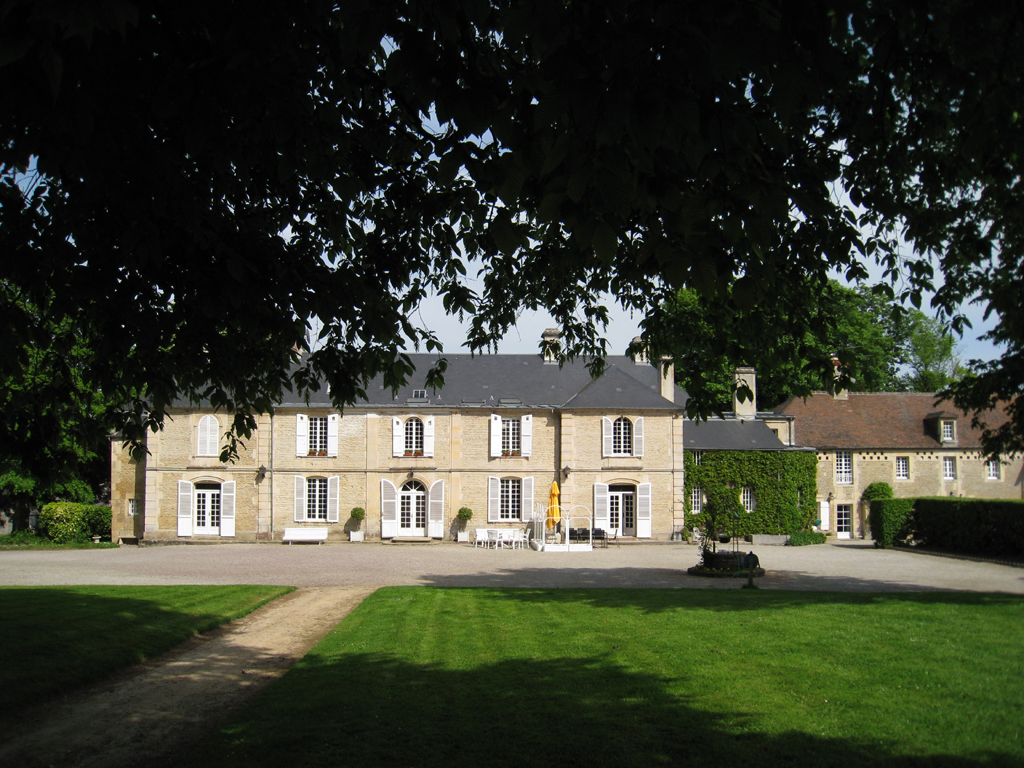
Hauptfront des Schlosses Guernon-Ranville

Das Château de Guernon-Ranvillegeht auf die Mitte des 18. Jahrhunderts zurück. Es trägt den Namen der sehr alten normannischen Adelsfamilie Guernon, welche 1751 das Lehen von Ranville erwarb und darauf den feudalen Bau errichten ließ. Fast 200 Jahren blieb er in Familienbesitz, wobei der bekannteste Besitzer der Graf und Minister Martial de Guernon-Ranville war.
Während der deutschen Besetzung Frankreichs im Zweiten Weltkrieg wurde das Schloss von der Wehrmacht 1940 konfisziert und der Organisation Todt zur Verfügung gestellt. Bei der Befreiung der Normandie in der Nacht vom 5. auf den 6. Juni 1944 wurden drei Mitglieder dieser Organisation, noch mit Nachthemd bekleidet, von den Alliierten verhaftet. Anschließend wurde der Gebäudekomplex unverzüglich in ein Kriegslazarett umgewandelt, das den Namen Main Dressing Station erhielt und von etwa zehn britischen Offizieren und rund hundert Soldaten betrieben wurde. Die Sanitätskompanie versorgte in den ersten Tagen circa vierhundert Verwundete und nahm etwa vierzig Notoperationen vor. Anschließend wurden die kriegsversehrten auf dem Seeweg repatriiert.
Heute ist das Schloss, welches sorgfältig renoviert wurde, ein Herbergsbetrieb für Feriengäste. Die Residenzen sind zum Teil im Hauptgebäude aber auch in den alten Stallungen eingerichtet. Die Ausstattung ist weitgehend authentisch.

### Weitere Einrichtungen
- Der Glockenturm der alten Kirche aus dem 12. und 13. Jahrhundert, gebaut aus Kalkstein Pierre de Caen, ist erhalten geblieben. 1860 beschlossen die Einwohner die anderen Teile der alten Kirche abzureißen, da dieses Gotteshaus als zu klein und veraltet empfunden wurde. Der Turm, welcher zwischen 2007 und 2008 renoviert wurde, steht neben der neuen Kirche.
- Das Schloss Château du Mariquet aus dem 18. und 19. Jahrhundert gehörte bis 2009 der Familie Rohan-Chabot.
- Das Schloss Château du Hom
- Das Militärmuseum Memorial Pegasus – Ranville-Bénouville mit dem Original der Pegasusbrücke im Außenbereich.
- Der Soldatenfriedhof des Commonwealth, auf dem auch 133 deutsche Soldaten bestattet sind und den Gerhard Schröder 2004 und Angela Merkel 2014 besuchte[5]
- Die Horsabrücke, welche den Fluss Orne überspannt, hieß ursprünglich Pont de Ranville und war während der Invasion der Normandie, wie auch die Pegasusbrücke, hart umkämpft. Die Einnahme der Brücke  durch die Alliierten wird im Film Der längste Tag thematisiert.
- Das Herrenhaus aus dem 16. Jahrhundert an der Rue de la Grange aux Dimes

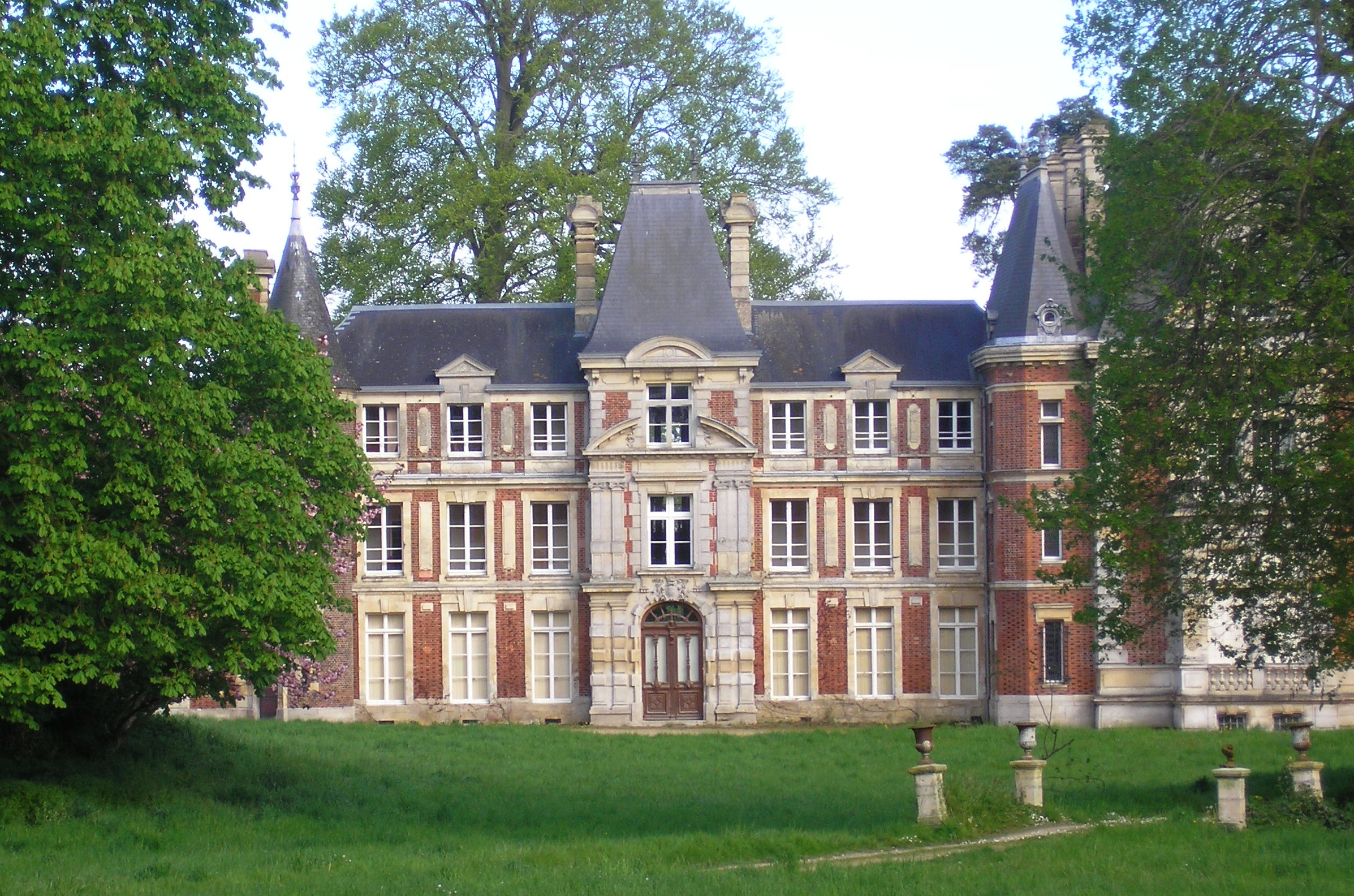
Château du Mariquet
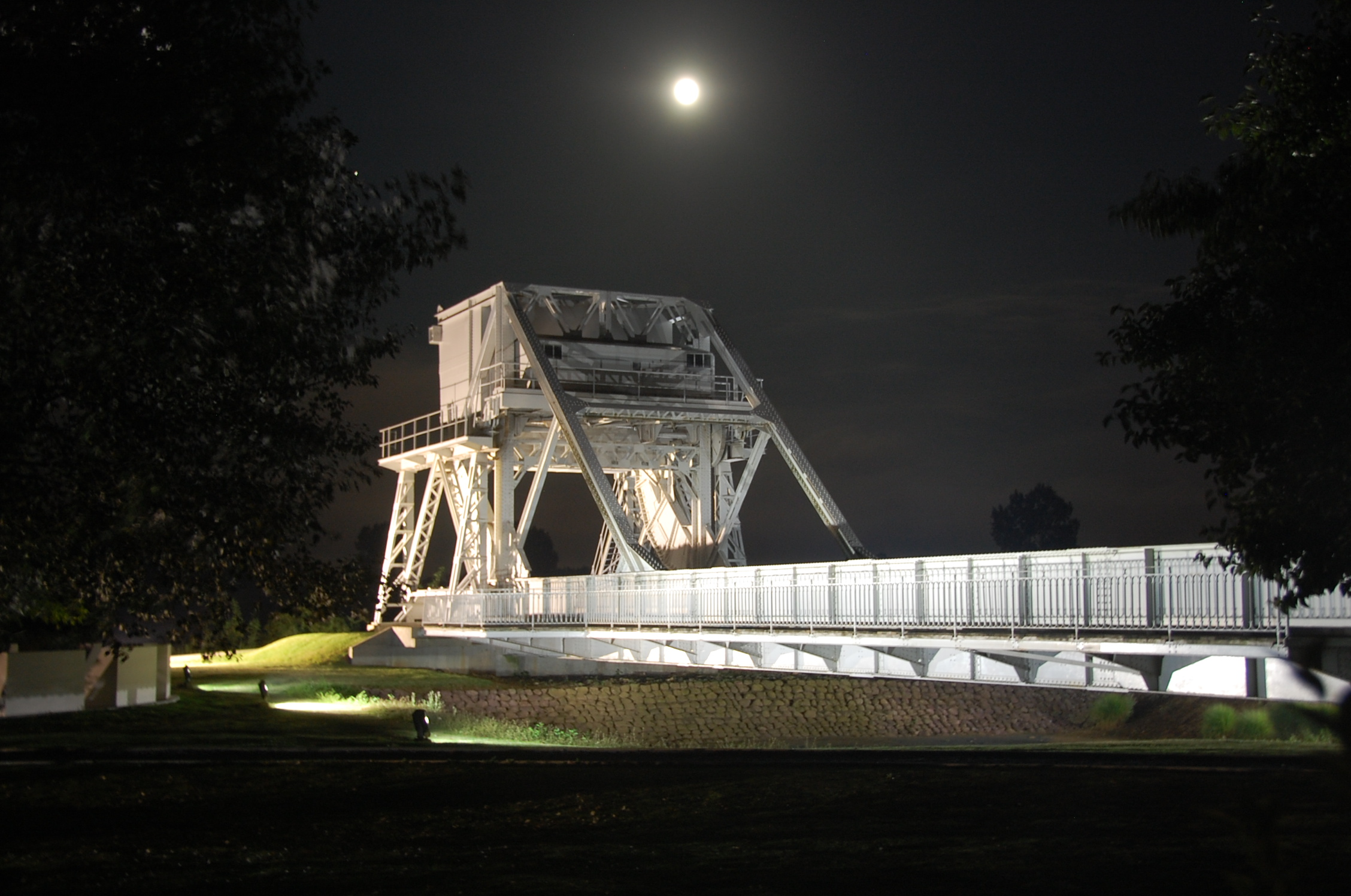
Original der Pegasusbrücke bei Nacht
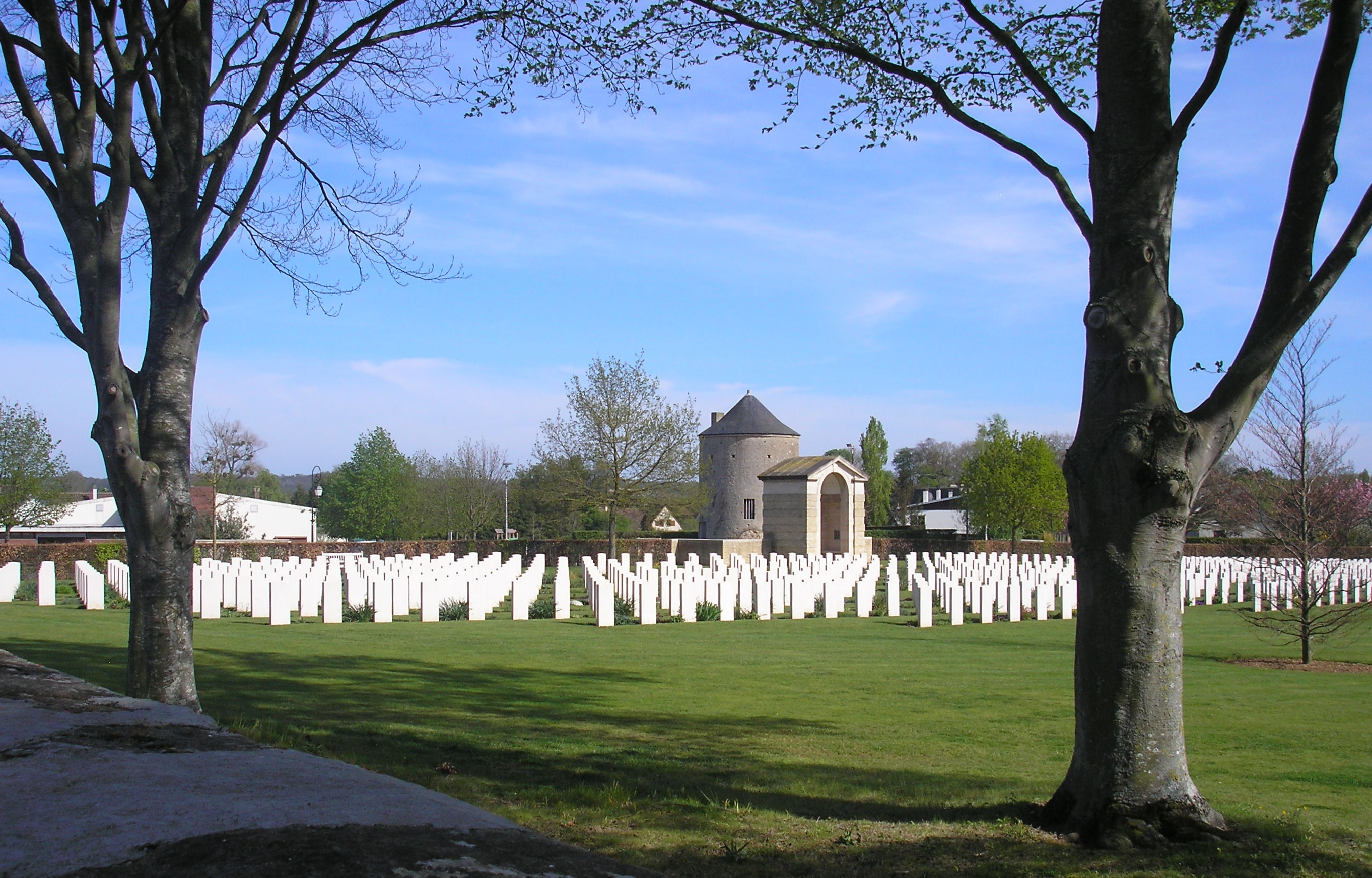
Britischer Soldatenfriedhof

## Persönlichkeiten
- Martial de Guernon-Ranville (1787–1866), Rechtsgelehrter und Politiker, verstarb 1866 auf Schloss Château de Guernon-Ranville, dessen Besitzer er war.
- Den Brotheridge (1915–1944), britischer Lieutenant, ist auf dem Soldatenfriedhof in Ranville begraben.

## Partnergemeinden
- Motten, Bayern, Deutschland
- Petworth, West Sussex, England – seit 1989